# Jules Prével
Jules Prével, né le 7 mai 1835 à Saint-Hilaire-du-Harcouët, mort le 13 septembre 1889 à Paris 9e, est un journaliste et librettiste français, courriériste théâtral du Figaro. Il a inventé la profession de critique théâtral en créant la rubrique du « courrier des théâtres », qui a pris une importance capitale dans tous les journaux parisiens.

## Biographie
Monté, à l’âge de vingt ans, à Paris où il rêvait de devenir écrivain, porteur d’une chaude recommandation d’Octave Feuillet pour l’actrice et salonnière Augustine Brohan, Prével voulait faire du journalisme. Très accueillante, Augustine Brohan, ayant appris alors qu’il était professeur, lui offrit, en attendant mieux, de devenir le précepteur de son fils. Il accepta et, tout en éduquant le jeune Brohan, il confectionnait des vaudevilles, pour lesquels il rêvait les plus hautes destinées.
Chez Brohan, Prével fit la connaissance de toutes les illustrations de son temps, si bien qu’il entra, vers 1864, comme rédacteur en chef au Figaro-Programme, que venait de quitter Jules Noriac, où il créa la rubrique de critique théâtral, qui fut, par la suite, adoptée par la plupart des journaux. Journal essentiellement théâtral, le Figaro-Programme avait pour chroniqueur Victor Koning et pour critique musical Arthur Pougin. Prével faisait les échos des coulisses pour cette feuille vivante et spirituelle, très redoutée du monde des théâtres, qu’elle fustigeait parfois avec vivacité. Sa première gloire date de cette époque où il s’est fait un petit nom au Figaro-Programme.
Il a enfin fini par réaliser son rêve d’être dramaturge et journaliste en donnant, en collaboration avec Henri Crisafulli et Koning, une amusante comédie en un acte, le Fou d’en face, représenté avec succès au théâtre du Vaudeville. Il avait vu une de ses pièces représentée sur un grand théâtre, et il dirigeait en chef un journal qui commençait à devenir important. Ses succès d’auteur ont, depuis, été nombreux. Il a écrit, seul ou en collaboration, les livrets des Mousquetaires au couvent, de Fanfan la Tulipe, des Petits mousquetaires, de l’Amour mouillé, etc. Il avait fait représenter, au Gymnase, un acte : Un mari qui pleure, qui a passé, depuis au répertoire de la Comédie-Française. Il a vu, en outre, son nom sur l’affiche des Variétés, avec le Grand Casimir ; sur celle des Bouffes, avec les Petits Mousquetaires, les Mousquetaires au couvent, l’Amour mouillé ; sur celle du Palais-Royal avec la Perche ; sur celle des Folies-Dramatiques, avec Fanfan la Tulipe, et sur celle de divers autres théâtres avec des pièces plus ou moins applaudies.
Lorsque le Figaro d’Hippolyte de Villemessant, qui était alors hebdomadaire, est devenu quotidien, Villemessant crut prudent d’acquérir le Figaro-Programme. Il fit faire des ouvertures à Prével, qui consentit à abandonner son journal, à la condition qu’il entrerait au Figaro quotidien comme courriériste théâtral, et qu’il conserverait ce poste tant que ce journal existerait, ce qu’il a fait pendant près de vingt-cinq ans, en traitant sa fonction comme un sacerdoce : chaque jour, à cinq heures, il arrivait à son journal et, jusqu’à sept heures, il s’enfermait en tête-à-tête avec son papier qu’il remplissait d’une écriture menue. Pendant ces deux heures, il était inabordable, pour ainsi dire invisible. Un jour, un ami arrive, à six heures, au Figaro : « M. Prével ? demande-t-il au garçon. Oh ! monsieur, répond celui-ci, M. Prével ne reçoit pas, il compose. »
Actionnaire du Figaro, il gagnait des appointements de ministre. Au théâtre, les soirs de première représentation, on le voyait, grave et sévère, souriant à peine et adressant à ses jeunes collègues, disséminés dans la salle, un petit salut sous lequel perçait une pointe de protectorat. La rubrique du « courrier des théâtres », qu’il avait créé, a pris une importance capitale dans les journaux parisiens. Il n’est pas un journal, grand ou petit, qui n’ait eu, depuis, son courrier des théâtres rédigé par des écrivains pour la plupart connus.
Taciturne, il ne devenait prolixe que lorsqu’on mettait le sujet de la conversation sur le vendredi et sur la mort, deux choses qu’il redoutait par-dessus tout, poussant jusqu’aux limites de l’invraisemblance la superstition et la peur de mourir et, ironie du sort, il est mort presque subitement, un vendredi 13. Il est tombé, âgé seulement de 54 ans, après être allé passer un mois en villégiature à Luchon, foudroyé, en mettant la clef à la serrure de son appartement, par la rupture d’un anévrisme. Rentré à Paris depuis la veille, il s’était fait conduire en voiture à son domicile, 5, rue Hippolyte-Lebas. On n’eut que le temps de le porter sur son lit, où il expira dans la nuit.

## Jugements
« C’était l’un de nos plus aimables confrères, aimant à rendre service, et aimé dans le monde de la presse et du théâtre … ses camarades du Figaro, […] estimaient la sûreté de ses relations, l’aménité de son caractère, et cette parfaite dignité professionnelle qui lui avaient concilié de nombreuses et chaudes sympathies dans le monde de la presse. »

« Quel est le Parisien qui n’a pas connu Prével et sa moustache ébouriffée à la façon de celle du chat en colère ? »

## Œuvres
- Histoire des délassements-comiques : les théâtres de Paris, avec Émile Cardon, Paris, Vallée, 1862, 1 vol., 105 p.

### Théâtre
- À qui le casque ? vaudeville en 1 acte, avec Eugène Furpille, Paris, Déjazet, 3 février 1866, Paris, A. Lacroix, Verboeckhoven et Cie, 1866 in-18, 47 p.
- Autour du lac, comédie en 1 acte, avec Henri Crisafulli, Paris, Vaudeville, 1er décembre 1868 Paris, E. Dentu, 1869, in-18, 36 p.
- Le Salon d’attente, comédie en 1 acte, Folies-Marigny, 10 octobre 1869, Paris, J. Barbré, 1869, in-18, 19 p.
- Bibi, comédie-vaudeville en 1 acte, Paris ?, Michel-Lévy fr ?, 1860, 103 p.
- Le Bifteck d’or, vaudeville en 1 acte, avec Eugène Furpille, Paris, Folies-Dramatiques, 1er décembre 1865, Paris, A. Lacroix, Verboeckhoven et Cie, 1866, in-18, 36 p.
- Le Cap des Tempêtes, comédie en 1 acte, avec Hippolyte Philibert, Paris, Vaudeville, 18 novembre 1871, Paris, E. Dentu, 1871, in-12, 36 p.
- Le Consolateur, comédie en 1 acte, avec Alfred Erny, Paris, Palais-Royal, 1er mai 1883, Paris, Tresse, 1883, in-18, 43 p.
- Dans mes meubles, vaudeville en 1 acte, Variétés, 24 août 1863, Paris, E. Dentu, 1863, in-18, 36 p.
- Le Fou d’en face, comédie en un acte, théâtre du Vaudeville, Paris, Librairie dramatique, 1866, 35 p.
- Les Giboulées, comédie en 1 acte, avec Charles Nuitter, Variétés, 30 juin 1875, Paris, Michel-Lévy frères, 1875, in-18, 28 p.
- Un mari qui pleure, comédie en 1 acte, Théâtre-Français, 13 octobre 1869, Paris, Michel-Lévy frères, 1869, in-18, 38 p.
- Modiste et modeste, vaudeville en 1 acte, avec Amédée de Jallais, Folies-dramatiques, 18 août 1860, [s.l.n.d.]
- Les Chasseurs de pigeons, vaudeville en 3 actes, avec Paul Avenel et Amédée de Jallais, Folies-dramatiques, 16 octobre 1860.
- Modiste et modeste, vaudeville en 1 acte, avec Amédée de Jallais, Folies-dramatiques, 18 août 1860, in-4°, Paris, Barbré, [s. d.], 16 p.
- La Perche, avec Gaston Marot, comédie-vaudeville en 3 actes, Palais-Royal.

### Livrets
- Babolin, opéra-comique en trois actes, avec Paul Ferrier, théâtre des Nouveautés, 19 mars 1884, Paris, Tresse, 1884, 1 vol., 112 p.
- Les Petits Mousquetaires, opéra comique en trois actes, cinq tableaux, Paris, Calmann Lévy, 1885, 175 p.
- Les Stations de l’amour, préface de Nestor Roqueplan, Paris, E. Dentu, 1865, in-18, iv-287 p.
- La Vipérine, opérette en un acte, avec William Busnach, Folies-Marigny, 19 octobre 1866, Paris, Michel Lévy frères, 1867, 33 p.
- L’Amour mouillé, opéra-comique en 3 actes, avec Armand Liorat, musique de Louis Varney, Nouveautés, 25 janvier 1887, Paris, Tresse et Stock, 1887, in-12, 112 p.
- L’Atelier, opérette en un acte, avec Charles Nuitter, théâtre des Variétés, 30 juin 1875, 1 cahier (56 p.)
- Attendez-moi sous l’orme, opéra-comique en 1 acte, d’après Regnard, avec Robert de Bonnières, musique de Vincent d’Indy, Opéra-Comique, 11 février 1882, Paris, C. Lévy, 1882, in-18, 30 p.
- Babolin, avec Paul Ferrier, extr. des Premières illustrées, p. 81-88, [s.l.n.d.]
- L’Africain, Paris, Michel Lévy frères, [s. d.]
- Fanfan la Tulipe, opéra-comique en 3 actes et 4 tableaux, avec Paul Ferrier, musique de Louis Varney, Folies-Dramatiques, 21 octobre 1882, Paris, Tresse, 1882, in-18, 13
- Le Grand Casimir, opéra-bouffe en 3 actes, avec Albert de Saint-Albin, musique de Charles Lecocq, Paris, C. Lévy, 1879, in-18, 144 p.
- Le Langage des yeux !, avec Albert de Saint-Albin, musique de Charles Lecocq Paris, Brandus, 1874, in-fol.
- Ma mie Rosette, opéra-comique en 4 actes, avec Armand Liorat, musique de Paul Lacôme, Folies-Dramatiques, 4 février 1890, Paris, Ph. Maquet, 1890, Gr. in-8°, 48 p.
- Mam’zelle Réséda, opérette en 1 acte, musique de Gaston Serpette, Renaissance, 2 février 1884, Paris, Tresse, 1884, in-18, 32 p.
- Marianne, opéra-comique en 1 acte, musique de Théodore Ritter, Paris, Opéra-Comique, 17 juin 1861, Paris, Libr. théâtrale, 1861 in-18, 42 p.
- Les Mousquetaires au couvent, opéra-comique en trois actes, avec Paul Ferrier, musique de Louis Varié, Paris, Calmann-Lévy, 1912, 1 vol. 119 p.